# Великобритания на летних Олимпийских играх 1964
На летних Олимпийских играх 1964 года Великобританию представляли 204 спортсмена (160 мужчин, 44 женщины). Они завоевали 4 золотых, 12 серебряных и 2 бронзовых медалей, что вывело сборную на 10-е место в неофициальном командном зачёте.

## Медалисты
| Медаль  | Спортсмен                                                 | Вид спорта           | Дисциплина                               |
| ------- | --------------------------------------------------------- | -------------------- | ---------------------------------------- |
| Золото  | Кеннет Мэтьюс                                             | Лёгкая атлетика      | Мужчины, ходьба 20 км                    |
| Золото  | Линн Дэвис                                                | Лёгкая атлетика      | Мужчины, прыжки в длину                  |
| Золото  | Энн Пакер                                                 | Лёгкая атлетика      | Женщины, 800 м                           |
| Золото  | Мэри Рэнд                                                 | Лёгкая атлетика      | Женщины, прыжки в длину                  |
| Серебро | Бэзил Хитли                                               | Лёгкая атлетика      | Мужчины, марафон                         |
| Серебро | Джон Купер                                                | Лёгкая атлетика      | Мужчины, 400 м с барьерами               |
| Серебро | Морис Херриотт                                            | Лёгкая атлетика      | Мужчины, 3000 м с препятствиями          |
| Серебро | Тимоти Грэхем Эдриан Метколф Джон Купер Роберт Брайтвелл  | Лёгкая атлетика      | Мужчины, эстафета 4×400 м                |
| Серебро | Пол Нихилл                                                | Лёгкая атлетика      | Мужчины, ходьба 50 км                    |
| Серебро | Энн Пакер                                                 | Лёгкая атлетика      | Женщины, 400 м                           |
| Серебро | Мэри Рэнд                                                 | Лёгкая атлетика      | Женщины, пятиборье                       |
| Серебро | Хенри Хоскинс                                             | Фехтование           | Мужчины, шпага, личное первенство        |
| Серебро | Джон Расселл Хью Уорделл-Йербург Уильям Барри Джон Джеймс | Академическая гребля | Мужчины, четвёрки распашные без рулевого |
| Серебро | Роберт Макгрегор                                          | Плавание             | Мужчины, 100 м вольным стилем            |
| Серебро | Луис Мартин                                               | Тяжёлая атлетика     | Мужчины, до 90 кг                        |
| Серебро | Кейт Мусто Тони Морган                                    | Парусный спорт       | Класс «Летучий голландец»                |
| Бронза  | Жанет Симпсон Мэри Рэнд Дафне Арден Дороти Хаймэн         | Лёгкая атлетика      | Женщины, эстафета 4×100 м                |
| Бронза  | Петер Робесон                                             | Конный спорт         | Конкур, личное первенство                |

## Результаты соревнований

### Академическая гребля
В следующий раунд из каждого заезда проходили несколько лучших экипажей (в зависимости от дисциплины). В финал A выходили 6 сильнейших экипажей, ещё 6 экипажей, выбывших в отборочном заезде, распределяли места в малом финале B.
Мужчины
| Соревнование | Спортсмены                           | Предварительный заезд | Предварительный заезд | Предварительный заезд | Отборочный заезд | Отборочный заезд | Отборочный заезд | Финал   | Финал   | Итоговое место |
| Соревнование | Спортсмены                           | Заезд                 | Время                 | Место                 | Заезд            | Время            | Место            | Время   | Место   | Итоговое место |
| ------------ | ------------------------------------ | --------------------- | --------------------- | --------------------- | ---------------- | ---------------- | ---------------- | ------- | ------- | -------------- |
| двойки       | Дэвид Ли Николсон Стюарт Фаркухарсон | 3                     | 7:30,34               | 2                     | 3                | 7:28,30          | 1 QA             | Финал A | Финал A | 4              |
| двойки       | Дэвид Ли Николсон Стюарт Фаркухарсон | 3                     | 7:30,34               | 2                     | 3                | 7:28,30          | 1 QA             | 7:42,00 | 4       | 4              |